# Hans Bellée
Ferdinand Heinrich Hans Bellée (* 6. Februar 1889 in Görlitz; † 7. Januar 1960 in Berlin) war ein deutscher Archivar und Historiker.

## Leben
Bellée schloss 1908 seinen Schulbesuch am Friedrich-Wilhelms-Gymnasium (Posen) mit dem Abitur ab. Anschließend studierte er in München und Berlin, wo er 1913 zum Dr. phil. promoviert wurde. Nach einem Archivvolontariat beim Staatsarchiv Posen legte er 1914 im Preußischen Staatsarchiv Berlin seine Archivarsprüfung ab. Von 1916 bis 1918 war er in der Kaiserlichen Archivverwaltung in Warschau. Weitere Stationen waren die Staatsarchive in Münster (1919), Breslau (1920), Stettin (1926) und schließlich seit 1932 das Preußische Geheime Staatsarchiv Berlin, dessen Archivdirektor er 1951 wurde. 1954 wurde er in den Ruhestand verabschiedet.
Hans Bellée war mit Magdalena geb. Vogt verheiratet und hatte mit ihr eine Tochter.

## Veröffentlichungen (Auswahl)
- Polen und die römische Kurie in den Jahren 1414–1424. 1913 (Dissertation)
- Deutsches Grenzland Oberschlesien. 1927
- Oberschlesische Bibliographie. 2 Bände, Leipzig 1938, Nachdruck Wiesbaden 1978
- Oberschlesische Bibliographie 1918–1939. Hirzel, Leipzig 1940